# Port Fairy
Port Fairy – miasto w Australii, w stanie Wiktoria.